# Brian de Martinoir
Pour les articles homonymes, voir Martinoir.
Brian de Martinoir (1921-1990) est un ancien résistant, linguiste, compositeur et ethnographe français. 

## Biographie
Il participe à la fondation du Groupe de musique algorithmique de Paris avec Pierre Barbaud, Janine Charbonnier et Roger Blanchard en 1960. 
Il fut un témoin de premier plan lors de la célèbre conversion de l'ethnographe Derek Freeman à Bornéo. Le récit qu'il fait de cet épisode se trouve dans sa correspondance avec le compositeur Pierre Barbaud.